# Station Naqu
Station Naqu is een spoorwegstation in het arrondissement Nagchu in de Tibetaanse Autonome Regio, China. Het station ligt aan de Peking-Lhasa-spoorlijn. Het station heeft een wisselplaats.